# 若杉慧
若杉 慧（わかすぎ けい、1903年8月29日 - 1987年8月23日）は日本の小説家。本名は恵（さとし）。私小説的作品で出発。戦後の青春ロマン『エデンの海』の作者として知られている。紀行・随想も多い。広島県安佐郡戸山村（現在の広島市安佐南区）出身。

## 人物
広島市立戸山小学校を経て、広島高等師範学校（現在の広島大学教育学部の母体）を卒業し、教職につく。1948年に広島商船を退職してからは作家活動に専念するようになった。1932年に『絵桑』を「今日の文学」に発表して作家としてデビュー。1943年に発表した『淡墨』は第18回芥川賞の候補作にあがっている。戦後出版された『エデンの海』（1946年）は、3度にわたり映画化された。また、評論『長塚節素描』（1975年）が平林たい子文学賞を受けている。後半生には、石仏の研究を行い、写真集や随筆を出版した。
墓所は、東京都練馬区練馬の信行寺に所在。

## 著作

### 小説
- 『絵桑』1932年
- 『ひそやかな飼育』庭与吉 著. 庭与吉, 1934　成瀬書房、1978
- 『微塵世界』モダン日本社、1942年
- 『淡墨』1943年
- 『色盲画家』九州書房、1946
- 『エデンの海』文化書院、1946年　のち角川文庫
- 『六尺の土』大地書房、1947
- 『蛇の言葉』講談社、1948年
- 『いま来たこの道』朝日新聞社、1950
- 『乳房あるアマゾン』四季社 1951
- 『夜ひらく谷』大日本雄弁会講談社 1952
- 『禁断』大日本雄弁会講談社 1954
- 『青春前期』大日本雄弁会講談社 1954  のち角川文庫　のちに映画化『青春前期 青い果実』（1965日活）
- 『愛の静脈』大日本雄弁会講談社 1955
- 『清らかな乳房』鱒書房(コバルト新書)1955
- 『夜ひらく谷』大日本雄弁会講談社(ロマン・ブックス)1956
- 『花をつくる少年』角川小説新書　1957年
- 『水々しい炎』大日本雄弁会講談社 1957
- 『掌ほどの幸福』(角川小説新書) 1961

### 随筆評論
- 『未知のふるさと わが旅の記』六月社 1957
- 『野の仏』東京創元社　1958年
- 『仏の微笑・人間の微笑』光書房 1959
- 『朝旅夕旅』東都書房　1960年
- 『石仏巡礼』社会思想研究会出版部(現代教養文庫)　1960
- 『須磨・明石・六甲の旅』秋元書房(トラベル・シリーズ）1961
- 『北条石仏』筑摩書房 1963
- 『ダムと石佛－只見川紀行－』毎日新聞社 1964
- 『野ざらしの歴史』佼成出版社 1966
- 『石仏讃歌』社会思想社(教養カラー) 1968
- 『半眼抄』木耳社 1972
- 『日本の石塔』木耳社 1970
- 『道しるべのない旅』じゃこめてい出版 1973
- 『石仏の運命』木耳社 1973
- 『長塚節素描』講談社、1975年
- 『石仏百景』光風社書店 1977.10
- 『野に生きる』光風社書店 1977年
- 『石の心-北条の石仏』東出版 1980.12
- 『石仏のこころ』弘生書林 1981.10

共著
- 『広島の伝説』(日本の伝説) 村岡浅夫共著 角川書店 1977.8

### 作詞
- 広島市立戸山小学校校歌[2]